# Heinkel HD 41
L'Heinkel HD 41 era un biplano da ricognizione progettato dalla Heinkel nel 1929.
Era equipaggiato con un motore francese Jupiter VI (prodotti su licenza dalla Siemens) da 520 cv. Al momento della progettazione venne dedicata particolare attenzione alle caratteristiche di volo del velivolo in modo da aggiungere all'occorrenza delle mitragliatrici per trasformare l'apparecchio in un caccia.
Venne realizzato un unico esemplare di prova.